# Фолікулярна клітина

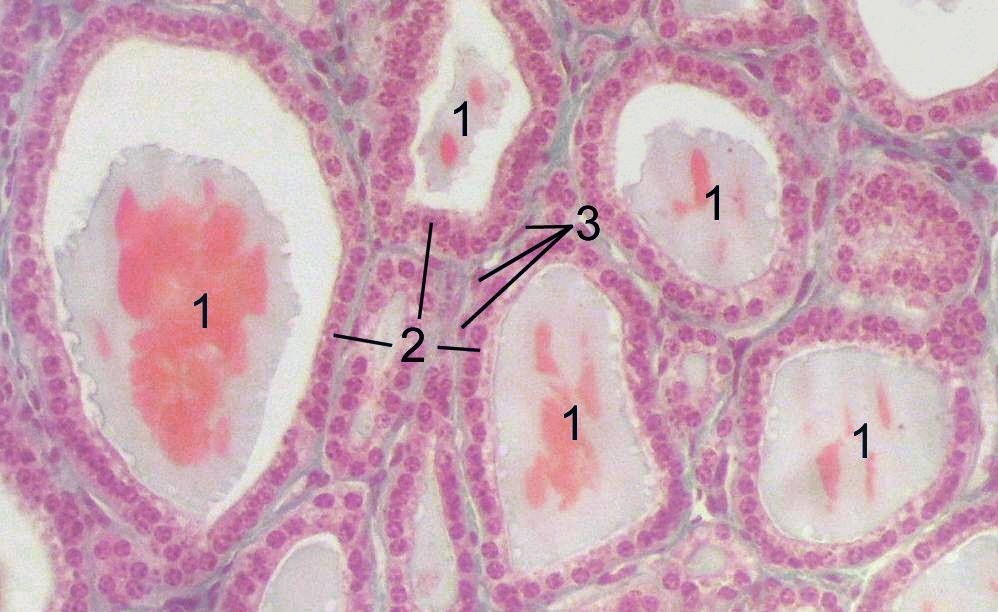
На мікрофотографії зображена гістологічна картина щитоподібної залози:
Фолікул, заповнений колоїдом (1), клітини фолікулярного епітелію (2), ендотеліальні клітини (3)

Фолікулярна клітина (тиреоцит) — це епітеліальна клітина щитоподібної залози, основна функція якої полягає в синтезі тиреоїдних гормонів тироксину та трийодтироніну. Фолікулярні клітини щитоподібної залози формують фолікул — основну структурно-функціональну одиницю щитоподібної залози.

## Будова
Переважну більшість фолікулярних клітин становлять А-клітини, також можуть визначатись їх малодиференційовані В-клітини. Типові тиреоцити являють собою кубічний або циліндричний епітелій, що лежить на базальній мембрані одним шаром формуючи просвіт, що заповнений колоїдом. Форма ядер відповідає формі клітин — у кубічних епітеліоцитах вони сферичні, в плоских і циліндричних мають вигляд сплощеного еліпсоїда. У цитоплазмі тиреоцитів розташована добре розвинута гранулярна ендоплазматична сітка, комплекс Гольджі, вільні рибосоми та полісоми. Апікальна поверхня клітин вкрита короткими мікроворсинками, кількість і висота яких залежить від функціональної активності залози.

## Фізіологія
Фолікулярні клітини мають властивість захоплювати через цитоплазматичну мембрану йод та амінокислоти, що циркулюють в крові, синтезувати тиреоглобулін та тиреопероксидазу з подальшим накопиченням цих субстанцій в колоїді фолікула. Завдяки ендоцитозу, фолікулярна клітина має здатність захполювати йодизований тиреоглобулін з фолікулів та за участю протеаз синтезувати основні тиреоїдні гормони.

## Патологічні стани
Форма клітин змінюється залежно від функціонального стану щитоподібної залози. У нормі ці клітини кубічної форми, при гіпофункції — вони сплощуються, а при гіперфункції — видовжуються. З епітеліальних клітин походять високодиференційовані форми раку щитоподібної залози — папілярний та фолікулярний. Також з тиреоцитів може утворюватись аденома, що є доброякісним новоутворенням щитоподібної залози.